# Hondspeterselieroest
De hondspeterselieroest (Puccinia nitida) is een autoecische roestschimmel behorend tot de familie Pucciniaceae. Deze biotrofe parasiet komt vooral voor op hondspeterselie (Aethusa cynapium), maar is ook bekend van dille (Anethum gravelolens). 

## Kenmerken
De spermogonia, zwartbruine uredinia en donkerbruine telia worden op de onderkant van het blad gevormd. De urediniosporen hebben twee tot drie equatoriale kiemporen. De gladde, tweecellige, 34-42 × 19-22 µm grote teliosporen zijn eivormig en hebben een dikke wand. De kleurloze steel is kort en breekt af.

## Verspreiding
In Nederland is de schimmel uiterst zeldzaam.

## Foto's

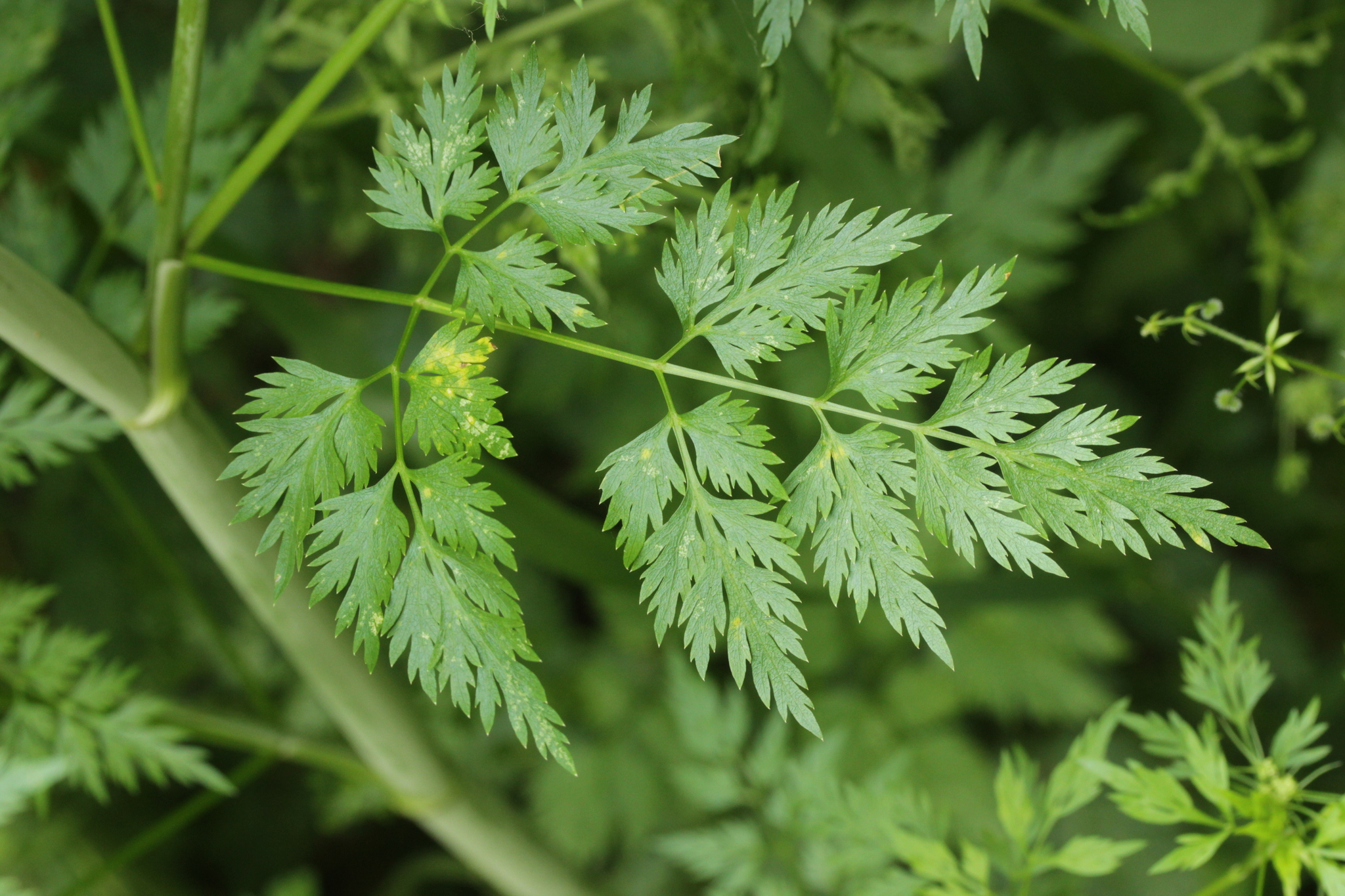
bovenkant blad van hondspeterselie
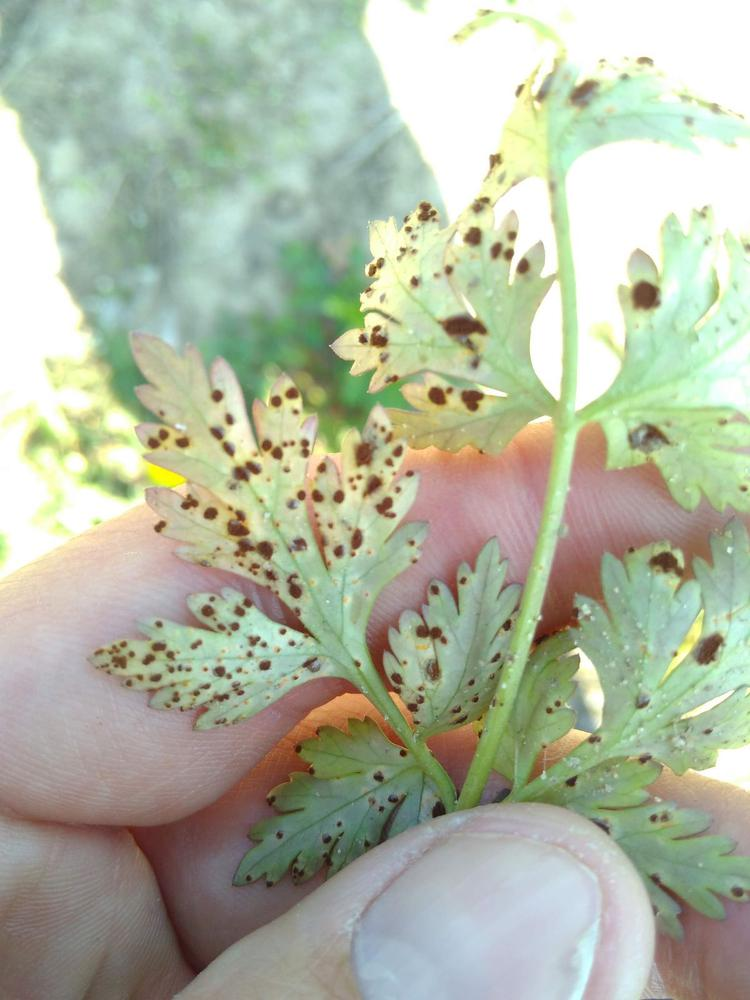
op onderkant blad van hondspeterselie
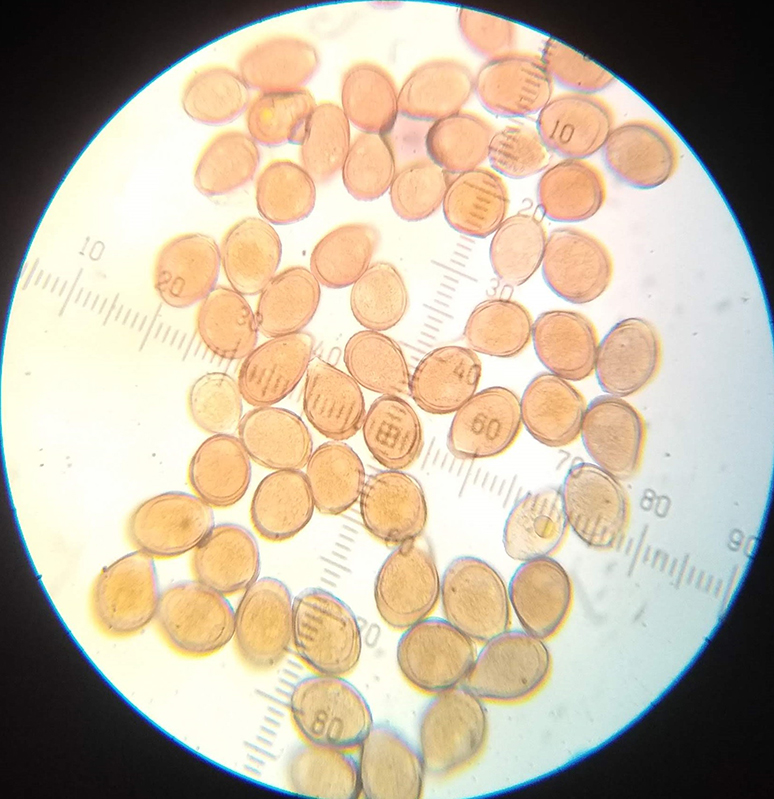
Urediniosporen op hondspeterselie
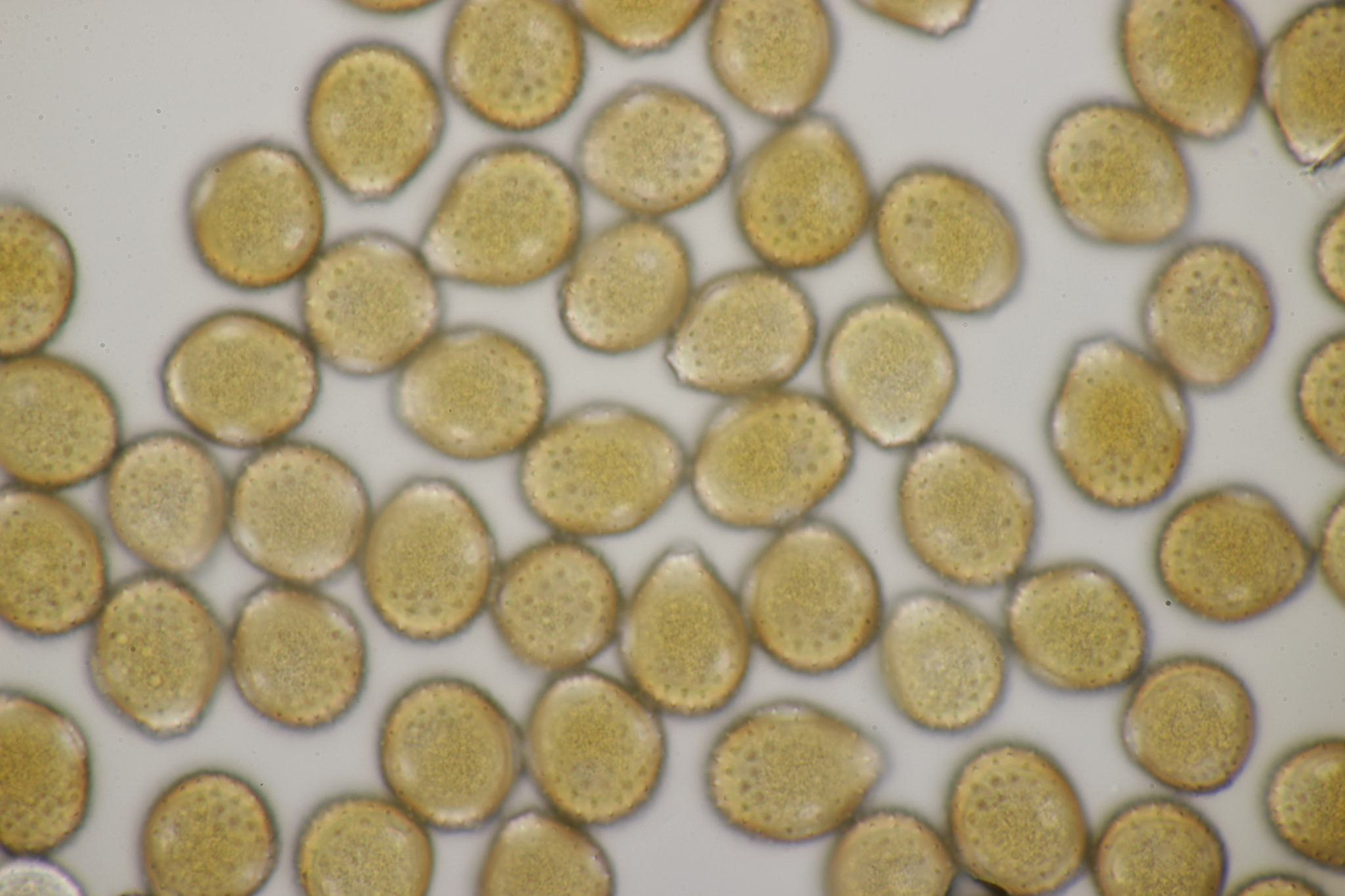
Urediniosporen op hondspeterselie